# Krisslesorgmott
Krisslesorgmott (Atralata albofascialis) är en fjärilsart som beskrevs av Treitschke. Enligt Catalogue of Life ingår krisslesorgmott i släktet Atralata och familjen Crambidae, men enligt Dyntaxa är tillhörigheten istället släktet Atralata och familjen mott. Enligt den svenska rödlistan är arten nära hotad i Sverige. Arten förekommer på Gotland och Öland. Artens livsmiljö är jordbrukslandskap, våtmarker. Inga underarter finns listade i Catalogue of Life.